# Линия U5 (Берлин)
U5 — линия Берлинского метрополитена. Включает 26 станций, длина 22,4 километра. Проходит под основными достопримечательностями Берлина.
Ранее обозначалась буквой «E». В настоящее время обозначается номером «U5», введенное 1 июля 1990 года в порядке расширения схемы нумерации Западного Берлина в Восточном Берлине.
На западе линия проложена под Берлинской ратушей (нем. Rotes Rathaus) вдоль Унтер-ден-Линден и Парижскую площадь до Главного вокзала (так называемая «Канцлерская линия», нем. Kanzlerlinie). Часть пути между Главным вокзалом и Бранденбургскими воротами носила номер «U55», была пущена 8 августа 2009 года и работала до закрытия 18 марта 2020 года для интеграции с U5.

Карта линий городской электрички и метро в Восточном Берлине на 1984 год. Голубым цветы обозначены линии метро.

Линия идет от Центрального вокзала на восток, через Александерплац в районы Фридрихсхайн, Лихтенберг и Фридрихсфельде до нового района Хеллерсдорф на окраине города. 
Линия имеет самый длинный надземный участок в сети метро Берлина. Конечная станция «Hönow» появилась в 1989 году.
Продление линии на восток маловероятно, так как станция "Hönow" находится у границы города. 
Станции 5-й линии, построенные в ГДР, взяты под охрану. Станции Тирпарк, Бисдорф-Зюд, Эльстервердаер-Платц, Вулеталь, Каульсдорф-Норд, Котбуссер-Платц, Хеллерсдорф, Луи-Льюин-Штрассе и Хёнов внесены в список памятников Государственного управления памятников.